# Fiat 127
La FIAT 127 est une voiture fabriquée par le constructeur italien FIAT entre 1971 et 1987. Le code interne du projet FIAT était X1/4.
La FIAT 127 est lancée en avril 1971 pour succéder à la FIAT 850. Cette nouvelle voiture représente plus qu'un saut de génération avec sa devancière en raison des avancées technologiques qu'elle utilise. Le moteur est placé transversalement à l'avant, le système de propulsion est à traction avant, et la suspension à 4 roues indépendantes. Elle a remporté le trophée européen de la voiture de l'année en 1972.
Dans sa première série, la FIAT 127 conserve le moteur de 903 cm3 qui a équipé les FIAT 850 Coupé et Spider développant 47 ch DIN. De nombreuses solutions techniques employées sur la FIAT 127 ont été, au préalable, testées en grandeur nature sur une voiture qui a également créé un évènement, l'Autobianchi A112, présentée deux ans auparavant et qui a largement séduit la clientèle européenne.

## FIAT 1271resérie(1971-1977)
La FIAT 127 est une voiture très moderne, spacieuse et très confortable et de plus, dotée d'un grand coffre. Cette première version n'a pas de hayon. L'aménagement intérieur, très bien étudié, est fonctionnel avec, comme de coutume chez le constructeur italien, une utilisation optimale de l'espace. Plus de 80 % du volume utile est réservé aux passagers. La finition de cette série est dans le ton de la concurrence, fonctionnelle, robuste mais sans excentricités.
C'est à son volant que l'on apprécie tout de suite la nouvelle FIAT 127, par sa nervosité caractéristique, son excellente tenue de route, un freinage sûr avec des freins à disque à l'avant, un très bon confort et une consommation minime, comme souvent chez FIAT.
Le succès est immédiat et la voiture reçoit la même année le prix de voiture de l'année qui est la troisième récompense européenne pour le constructeur italien après la FIAT 124 en 1967 et la 128 en 1970.
Les seules critiques arrivent quelques années plus tard des consommateurs des pays nordiques qui ont trouvé la résistance à la corrosion insuffisante comparée aux grosses berlines suédoises. Ce problème est toutefois rapidement résolu sur les versions suivantes qui utilisent des protections renforcées sur la partie en acier des bas de caisse.
En mars 1972, la version trois portes avec hayon apparaît. En 1974, la version "Special" est lancée, dotée d'un niveau de finition revu à la hausse. L'année suivante, FIAT distribue dans son propre réseau et sous son label, la SEAT 127 à 5 portes de sa filiale espagnole.

## FIAT 1272esérie(1977-1982)

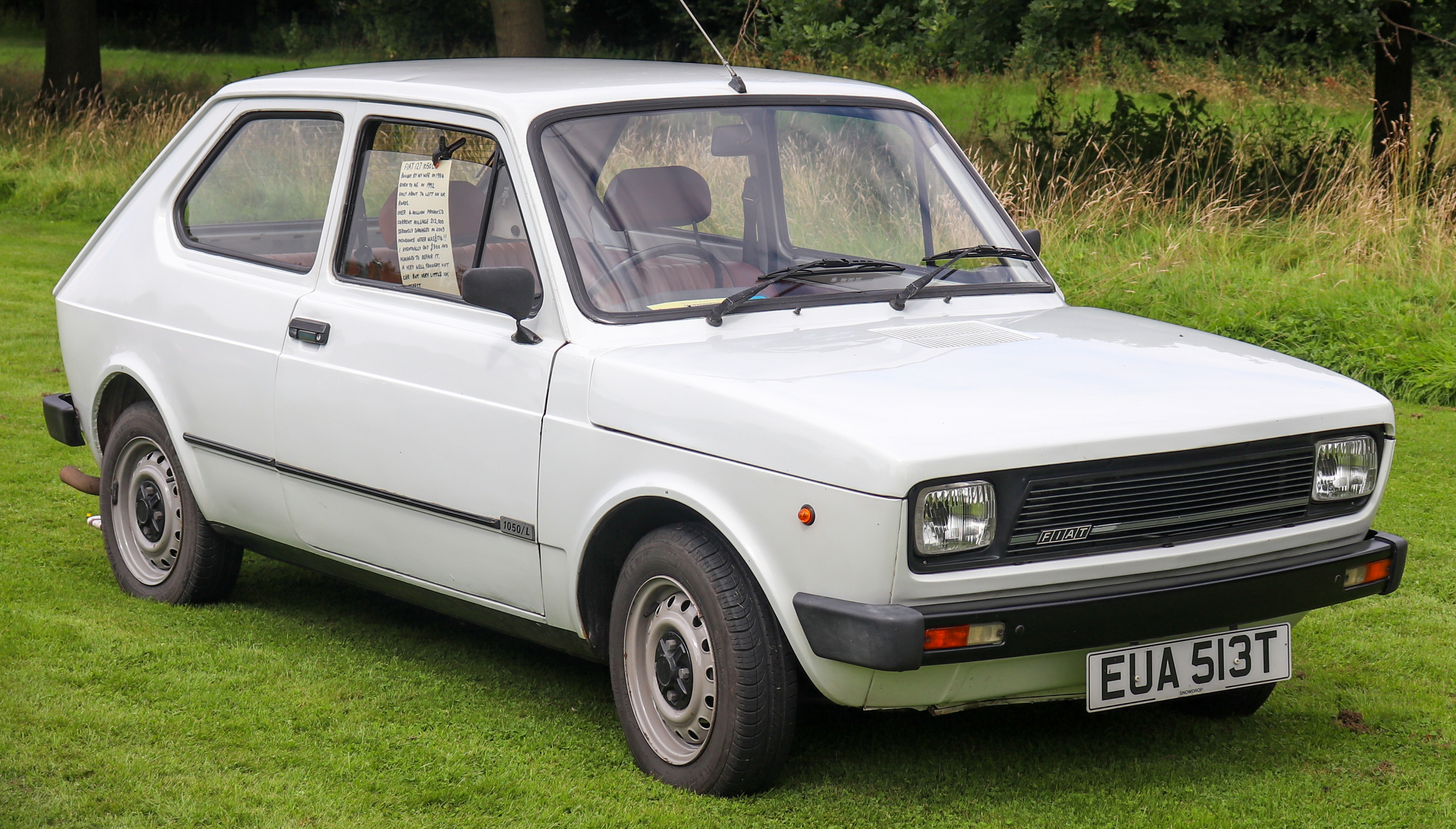
FIAT 127 2e série

En 1977, la FIAT 127 « Brava » fait l'objet d'un important restyling. La carrosserie est entièrement revue et la finition se décline en trois niveaux : L, C et CL. On lui a reproché, bien plus tard, d'avoir cédé à la tendance de l'époque qui imposait une planche de bord monobloc en plastique rigide, peu esthétique.

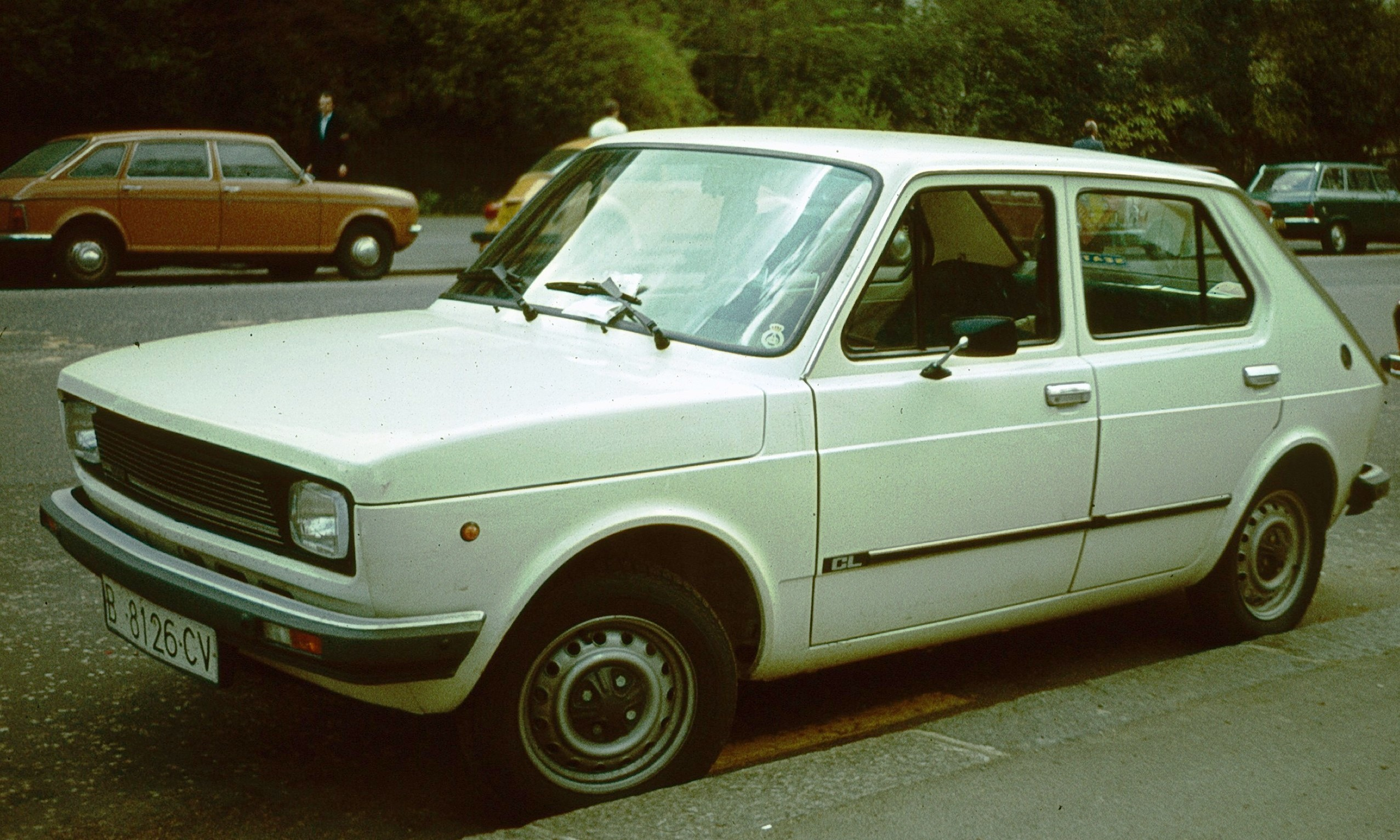
FIAT 127 cinq portes d'origine SEAT

La partie mécanique est également revue avec le moteur de 903 cm3 ramené à 45 ch pour le respect des premières normes anti-pollution tout en permettant d'obtenir un meilleur couple, mais surtout FIAT introduit un nouveau moteur de 1 049 cm3 développant 50 ch, baptisé "Brésil", car il provient effectivement de la filiale brésilienne FIAT Automóveïs qui équipe les FIAT 147 locales, dérivées de la 127 italienne.
En 1978, FIAT présente deux nouvelles versions :
- une sportive, la "FIAT 127 Sport". Il faut noter que ce modèle a été le premier de sa catégorie à être équipé d'une boîte de vitesses à 5 rapports en Europe. La mythique FIAT 127 Sport 5 speed, équipée du moteur de 1 049 cm3 développe 70 ch DIN.,
- une finition luxueuse, la "FIAT 127 Top". Fiat commercialise également dans son réseau la Seat 127 quatre portes d'origine espagnole.

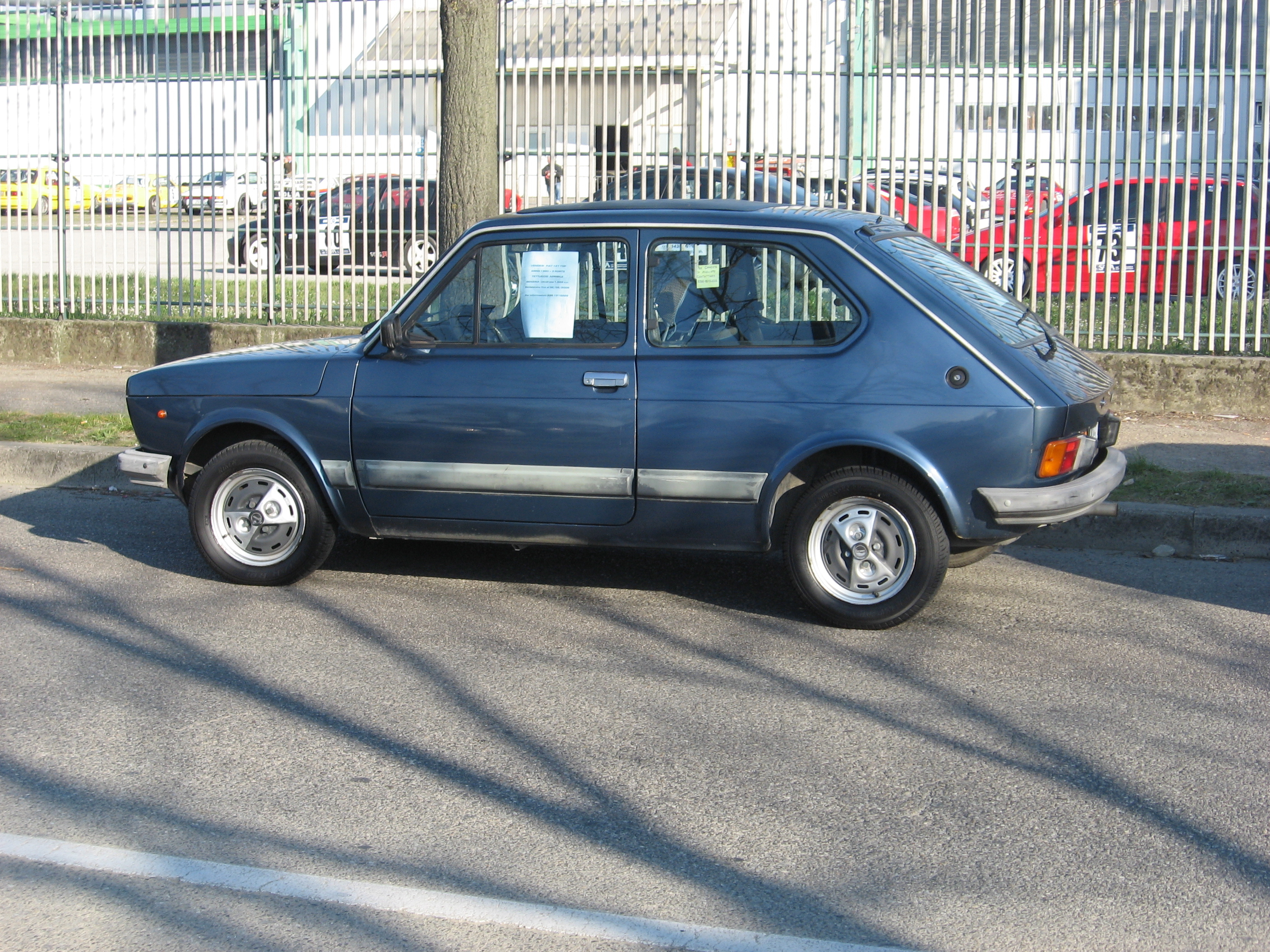
FIAT 127 Top

En 1980, FIAT présente les versions équipées d'un moteur diesel: 127 D berline et 127 D Panorama, toutes deux basées sur la FIAT 147 brésilienne. Le moteur Diesel est un 1 301 cm3 développant 45 ch DIN.

## FIAT 1273esérie(1982-1987)

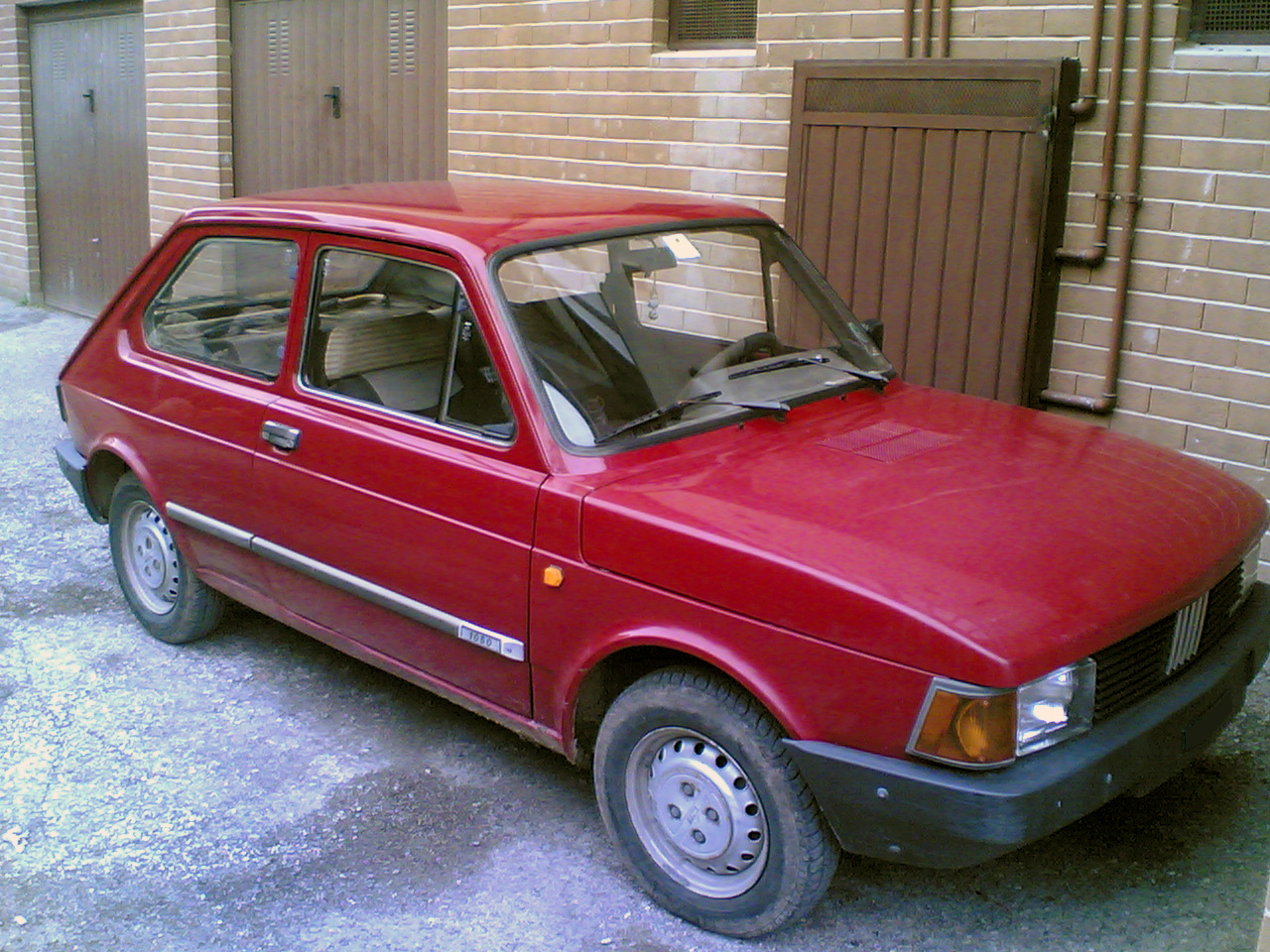
FIAT 127 3e série

Au tout début du mois de janvier 1982, FIAT présente la troisième série de la FIAT 127. Cette nouvelle version n'a pas vraiment enthousiasmé la clientèle car sa ligne est un peu lourde et prétentieuse, à l'opposé de l'esprit des premières séries qui remonte déjà à plus de 10 ans. La finition a, certes, bien évolué et reprend le niveau des versions Spécial et Super. Les moteurs sont les mêmes, les réputés 903 et 1 049 cm3, tandis que la version Sport reçoit un nouveau bloc de 1 301 cm3 développant 75 ch DIN.
Le lancement de la toute nouvelle et révolutionnaire FIAT Uno sur le marché le 3 janvier 1983, n'a pas signé la fin de la carrière de la "127" car FIAT a créé une version unifiée pour l'Europe et l'Amérique Latine disposant de deux motorisations, l'une essence de 1 049 cm3, l'autre diesel de 1 301 cm3, deux carrosseries, une berline 3 portes et une station wagon, appelée simplement Panorama.

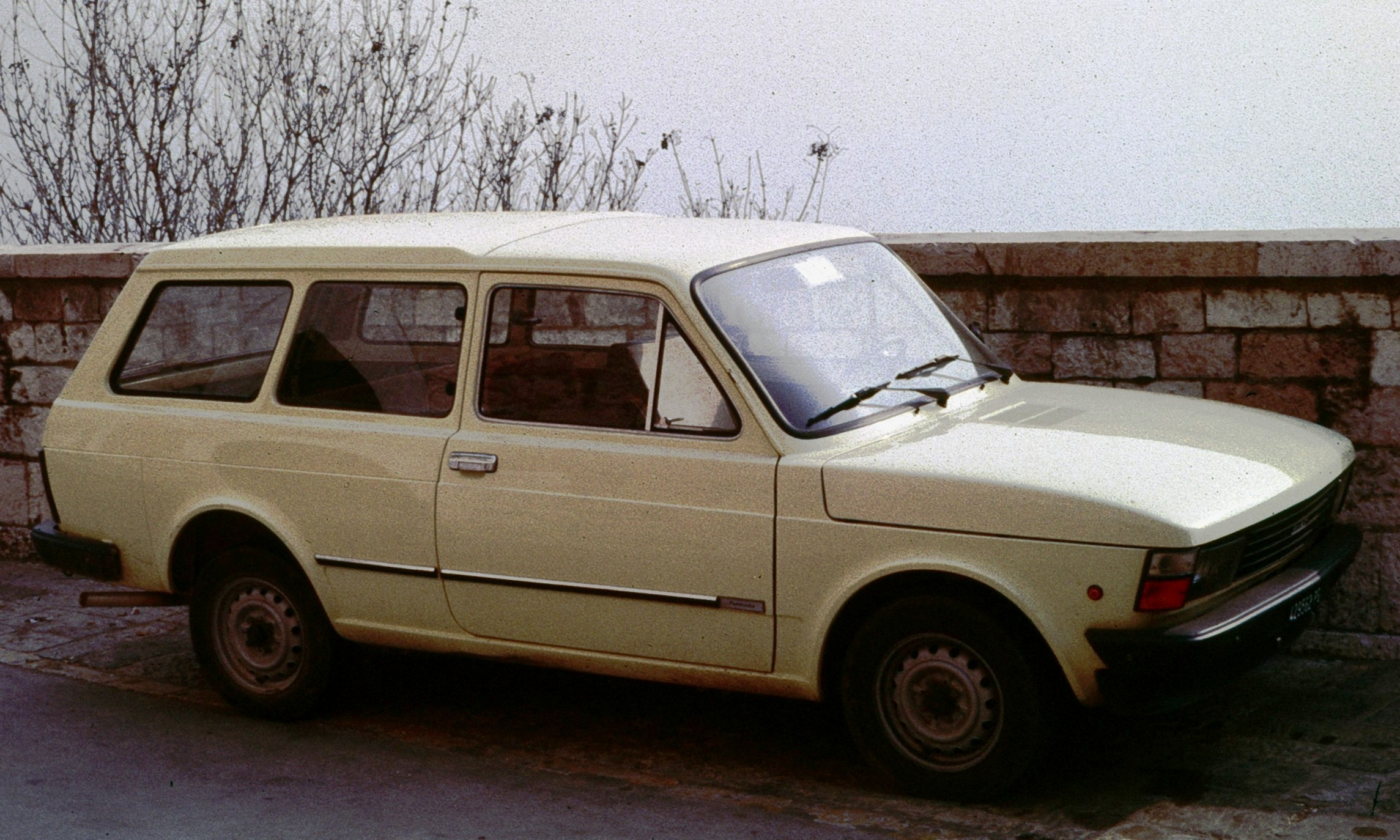
FIAT Panorama

La carrière européenne de la FIAT 127 se termine en 1987, tandis que sa fabrication, sous la forme de FIAT 147 va se poursuivre en Amérique Latine (Brésil et Argentine) jusqu'en 1995.

## La FIAT 127 dans le monde et ses dérivés
La production de la FIAT 127 en Italie a été de 3 779 086 exemplaires mais elle a aussi été fabriquée ou assemblée dans beaucoup d'autres pays.

### Les modèles produits sous licence
- Espagne

la SEAT 127 a été présentée par la filiale espagnole SEAT au Salon de Barcelone en avril 1972 dans une version identique à l'original italien. La SEAT 127 a bénéficié des mêmes modifications que l'original italien jusqu'en 1980. Suite à la rupture des accords entre FIAT et l'État espagnol, SEAT dut reprendre la SEAT 127 pour la transformer en SEAT Fura. En réalité, c'est exactement la même voiture sans aucun changement ni esthétique ni mécanique, sauf le nom et le logo.
La production totale de la SEAT 127 entre 1972 et 1983 a été de 1 345 203 exemplaires.
- Brésil

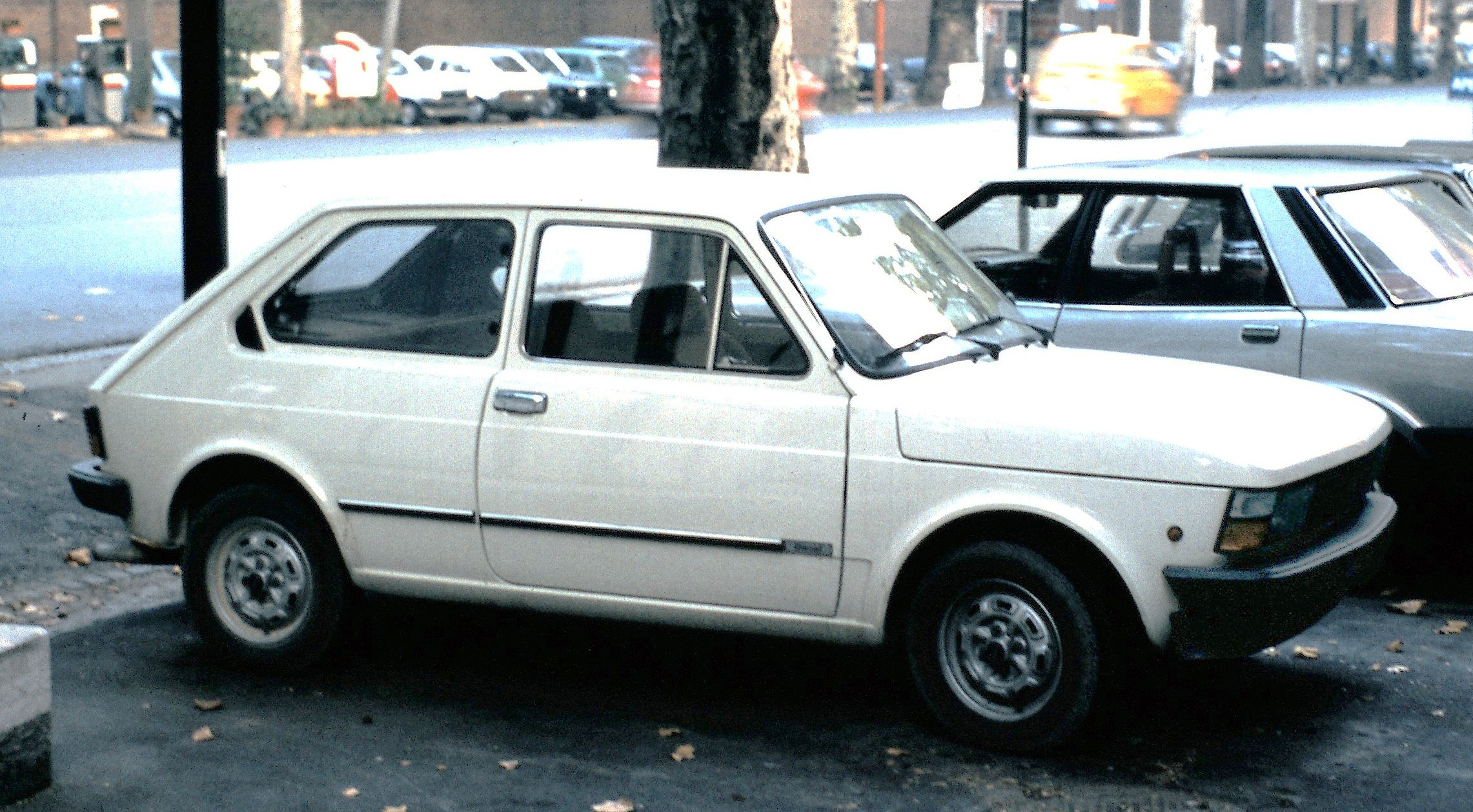
FIAT 147 2e série

La FIAT 127 a été adaptée aux conditions de l'Amérique Latine et s'appelle FIAT 147. Elle a été lancée sur le marché brésilien en 1976 et fabriquée dans une toute nouvelle usine FIAT Betim située à Sete Lagoas, dans l'État de Minas Gerais. On retrouve encore (en 2020) beaucoup de FIAT 147 en circulation, dont une version remontant à 1978 fonctionnant à l'alcool de canne, la première au monde. La production brésilienne s'est élevée à 1 169 312 exemplaires.
- Argentine

La filiale argentine FIAT Concord a fabriqué une variante locale, la FIAT 147, dans la même configuration que la version brésilienne. La production argentine de la "147" s'est élevée à 232 807 exemplaires entre 1981 et 1996.
- (ex) Yougoslavie

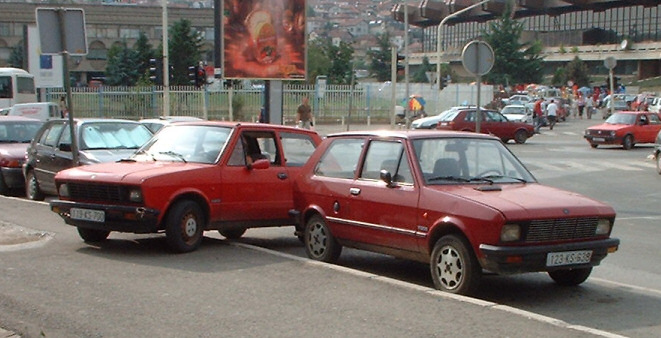
Zastava Yugo 45

Un premier lot de quelques dizaines de milliers de FIAT 127 italiennes a été assemblé par Zastava en CKD en attendant que le développement, pour Zastava, d'une version spécifique simplifiée soit terminé, la Yugo 45 qui reprend intégralement les bases mécaniques et la structure de la FIAT 127 mais avec une nouvelle carrosserie plus anguleuse. La Yugo 45 a été fabriquée à 794 428 exemplaires et même exportée, notamment aux États-Unis, en version cabriolet dans sa version Koral sous le nom de Yugo Cabrio, en plus de sa version 3 portes.
- Pologne

5 952 exemplaires de la FIAT 127p ont été assemblés en Pologne, en CKD, sous le label FIAT-Polski d'octobre 1973 à 1975.

### Les modèles dérivés
- FIAT 127 Scout Fissore

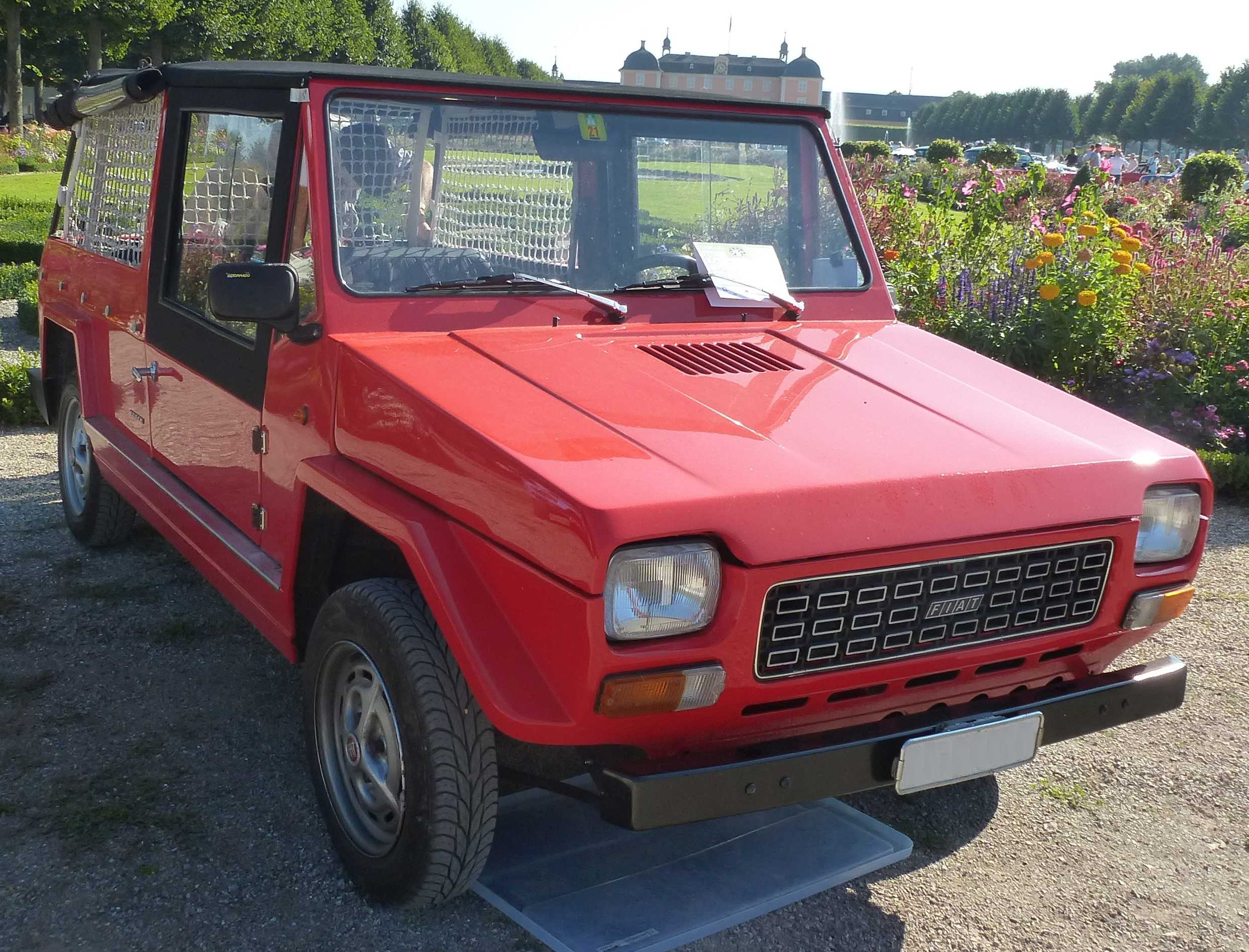
FIAT 127 Fissore Scout

La FIAT 127 Fissore Scout est une voiture dite "de plage", une « voiture plaisir », une tradition italienne qui remonte aux premières années d'après guerre et dont le concept a même été repris par la Citroën Méhari. Construite sur la base de la FIAT 127, elle a fait ses débuts au Salon de Turin 1971. Dessinée par Franco MAINA, designer de la Carrozzeria Fissore, le projet est baptisé "Gypsy". Fissore va industrialiser le véhicule, le produire et le commercialiser à travers le réseau FIAT. À l'origine, la carrosserie était entièrement en fibre de verre sur un châssis métallique tubulaire. La carrosserie autoporteuse en acier est utilisée à partir de 1977 avec le lancement de la FIAT 127 Mk2. Une version dans le même style mais plus petite a été réalisée sur la base de la FIAT 126 appelée "Poker". Une petite production, sous licence par le constructeur grec Aftokinitoviomichanía Elládos a été assemblée de 1975 à 1984. Le véhicule a également été produit sous licence en Espagne par la Carroceria EMELBA S.A. sous le nom de SEAT 127 Emelba Samba.

### FIAT 127 Familiare Coriasco

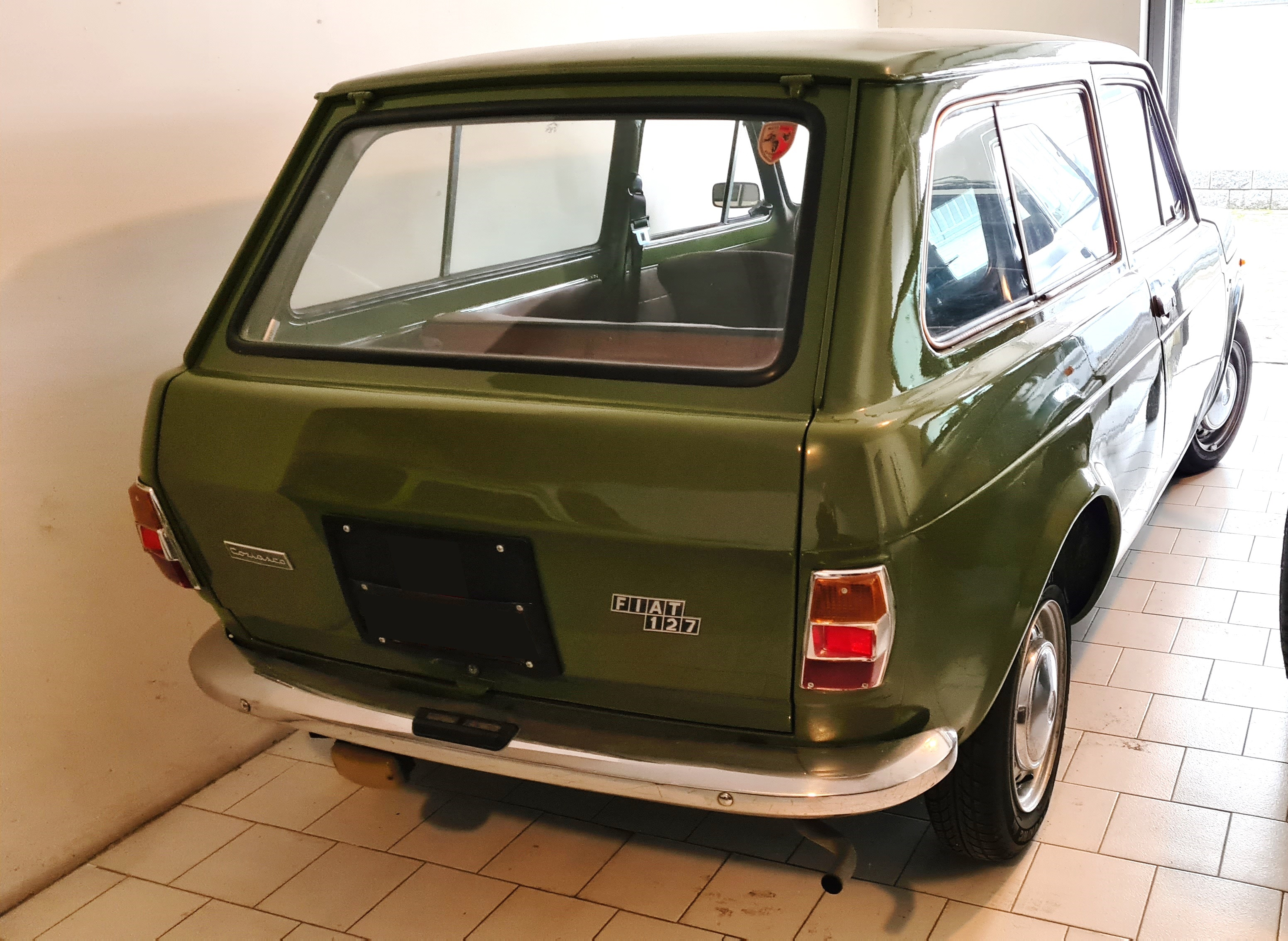
FIAT 127 Familiare Coriasco

La Carrozzeria Coriasco est une entreprise qui a, depuis ses débuts en 1938, transformé plusieurs modèles d'origine FIAT. On lui doit notamment le fourgon FIAT 600 M Coriasco, puis les petites camionnettes FIAT 850T.
Coriasco a présenté au Salon de l'automobile de Turin, à l'automne 1971, un modèle break dérivé de la FIAT 127, baptisé "FIAT 127 Familiare" que le géant FIAT a intégré et commercialisé dans sa vaste gamme.

Coriasco a également développé deux autres versions :
- un dérivé utilitaire, une fourgonnette avec la même carrosserie que la familiale mais tôlée, appelée "Furgoncino",
- une version de loisirs à toit surélevé, appelé "FIAT 127 Farm Coriasco", dont le style sera repris par le Matra-Simca Rancho en 1977. Coriasco a également présenté deux prototypes de "FIAT 127 Coupé" qui ne sont jamais entrés en production.

### FIAT 127 Fiorino
Le véhicule utilitaire le plus connu et développé à partir de la FIAT 127 est le FIAT 127 Fiorino. Reprenant le concept de base de la FIAT 500 Topolino Giardiniera de 1940, la première version reprend la base mécanique de la FIAT 127 2e série, puis celle de la FIAT 147 version unifiée brésilienne et ensuite celle de la FIAT Uno brésilienne. Le FIAT Fiorino a aussi été fabriqué en Argentine, dans la même configuration que la version brésilienne.
Le FIAT Fiorino 2e génération a longtemps été fabriqué au Brésil et un peu en Chine, sur la base de la FIAT Uno qui, en 2008, a été rebaptisée FIAT Mille.
Le FIAT Fiorino a été fabriqué à plus de 1 340 000 exemplaires entre 1977 et 2013.
En novembre 2007, FIAT Professional a présenté, pour le marché européen, un nouveau véhicule utilitaire aussi baptisé Fiorino 3e génération, fabriqué en Turquie chez FIAT-Tofas. Ce modèle a été commercialisé par PSA sous les noms de Citroën Nemo et Peugeot Bipper jusqu'en 2016. Il est également commercialisé aux États-Unis sous le nom RAM V700 City.
FIAT Professional a présenté, pour le marché Sud Américain, son remplaçant aussi baptisé Fiorino (2014), construit sur la base de la FIAT Mobi.